# Organització Democràtica Àfar de la Mar Roja
Organització Democràtica Àfar de la Mar Roja/Red Sea Afar Democratic Organization (en àfar Qasa badih qafarih dimokraasih massoyna, en àrab للتنظيم الديمقراطي لعفر البحر الأحمر) és una organització marxista d'oposició política i militar d'Eritrea fundada el 1998 que representa als àfars que viuen a l'est-sud-est d'Eritrea i parlen una llengua que és una branca del quxitic de la família afro-asiàtica; la major part són musulmans.

## Història
El xeic Mohamoda Yasin era la personalitat més destacada dels àfars el 1949; va votar en favor de la federació d'Eritrea amb Etiòpia. Els musulmans de les terres occidentals i els cristians de la zona central s'oposaven a la federació, però els àfars hi eren favorables i molt pocs van participar en la lluita eritrea d'independència (mentre que molts ho van fer en contra). El 1960 els musulmans de la tribu Beni Amer, amb el suport de la família Mirghani de Kassala, van establir el Front d'Alliberament d'Eritrea (ELF). El 1961 Eritrea fou annexionada i es va formar un nou govern general provincial a l'imperi, i els àfars, que ja estaven dividits entre quatre governs provincials etíops, van quedar llavors dividits en cinc (a més de la Costa Francesa dels Somalis).
Llavors 50 caps tribals àfars reunits a la conferència de Ti'o van comissionar al xeic Yasin Mohamoda per demanar a l'emperador la creació d'un govern general únic i autònom per a tots els territoris àfars sota el seu domini, però després de quatre anys els resultats foren nuls. A partir del 1965 Osman Saleh Sabbeh, un cap musulmà de la zona a l'est de Massawa, es va unir al Front d'Alliberament d'Eritrea i va aconseguir atreure a joves àfars de la regió emprenyats per la negativa imperial a concedir un govern general únic per tots els territoris àfars; però l'ELF estava dominat pels musulmans occidentals que veien amb recança als àfars; diversos conflictes van oposar als combatents àfars amb els altres i els que havien arribat a llocs dirigents foren apartats; el 1967 els combatents àfars van demanar no combatre més que a territori àfar, per defensar la zona dels propis membres tigres de l'ELF; finalment va esclatar la lluita entre els tigres de l'ELF i els àfars, i els primers foren derrotats i expulsats de Dankàlia per un temps.
El manteniment de l'hegemonia dels musulmans occidentals a l'ELF va causar poc després la separació d'Osman Salih Sabbeh i Hiruy Tadla Bayru que van crear a Sidiha Ela, a Dankàlia, les Forces Populars d'Alliberament (rebatejat formalment el gener de 1977 com a Front Popular d'Alliberament d'Eritrea EPLF); el nou moviment però no va estar controlat pels musulmans orientals o pels àfars sinó pels cristians de la part central d'Eritrea; aprofitant l'hostilitat entre àfars i ELF el EPLF va poder establir bases a Dankàlia amb permís dels àfars. El moviment es va reforçar per l'important aflux de joves cristians dels altiplans centrals, però l'hegemonia cristiana i tigre central va portar a una nova divisió; l'acord d'unió amb l'ELF de Khartum de 1975 va accentuar les diferències entre els que volien la unió i els que no, i encara que nominalment la unió es va produir sota l'anomenat ELF-PLF, a partir del maig del 1976 Osman Saleh Sabbeh va tornar a separar-se del grup, va modificar el nom a EPLF (juliol de 1976 però oficialment al congrés de gener de 1977) i es va unir a l'ELF per formar l'ELF-EPLF (octubre de 1977). Però els oposats a la unió, que van agafar també el nom de Front Popular d'Alliberament d'Eritrea, dirigits per Isaies Afeworki, van mantenir separadament la lluita i aviat van començar a combatre a l'ELF-EPLF
A finals de la dècada del 1970 L'ELF havia retornat a Dankàlia, i el 1980 els àfars els van combatre altre cop i els van expulsar cap a l'oest; allí les forces del EPLF aliades al Front Popular d'Alliberament de Tigre, els van derrotar de manera decisiva i els van expulsar cap al Sudan (1981). Però l'EPLF tampoc estava d'acord amb els àfars que volien unir-se als seus parents d'Etiòpia i formar un estat autònom fora d'Eritrea i diversos àfars membres de l'EPLF foren assassinats. Això va separar als àfars d'aquest grup com abans ho havia fet de l'ELF, i les forces eritrees foren progressivament allunyades de Dankàlia.
El 1975 el sultà d'Awsa es va revoltar (com a Front d'Alliberament Àfar) contra el nou govern comunista d'Etiòpia però els àfars d'Eritrea no li van donar suport i el 1976 foren derrotats. El moviment AKA que s'havia aliat al sultà, va esdevenir el Moviment Nacional d'Alliberament Àfar i el 1987 es va unir al Derg; el 1988 va entrar en funcionament una regió Autònoma d'Assab que incloïa el 60% de les terres àfars i separava la part oriental d'Eritrea d'aquesta quedant unida a la majoria de les terres àfars d'Etiòpia.
Però la caiguda del Derg va permetre al EPLF ocupar Assab el 25 de maig de 1991 i dissoldre la regió autònoma; en endavant els àfars foren discriminats i la seva llengua ignorada; se'ls va prohibir la pesca i el treball amb la sal i cap menor de 50 anys tenia dret a sortir del país. El 1992 l'EPLF va ajudar el govern de Djibuti a combatre la revolta àfar del FRUD; els eritreus fins i tot van obrir un consolat a Ayssaita (capital aleshores de la regió Àfar d'Etiòpia, com a lloc per fer seguiment de la situació al país àfar. El 1993 Eritrea fou reconeguda internacionalment com a independent (de fet ja ho era des del maig de 1991) i l'hegemonia dels cristians dels altiplans centrals va quedar consolidada.
El febrer de 1994 el EPLF esdevenia el Front Popular per la Democràcia i la Justícia; la regió de Dankàlia fou dividida en dos districtes: Zoba del Nord a la Mar Roja (Northern Red Sea Zoba district) i Zoba del Sud (Southern Zoba district) amb tots els càrrecs dirigents en mans de cristians tigres. L'alfabet llati usat pels àfars fou suprimit i canviat a l'alfabet amhara. El 1995-1996 Eritrea i Etiòpia van fer operacions militars conjuntes contra l'ARDUF a la comarca de Beda.
Entre 1991 i 1996 milers d'àfars d'Eritrea van fugir ca a Etiòpia, Djibuti o Iemen (5000 ja el primer any 1991). Els exiliats van contactar amb les autoritats etíops a Mekele, incloent el president de la regió de Tigre, Debru Asserat, i van advertir que començarien la lluita armada contra el govern eritreu; però el govern etíop els va aconsellar "esperar i veure" si bé altres oposicions al govern d'Asmara com el Moviment Democràtic d'Alliberament d'Eritrea o el Sagam (Sagem) foren autoritzar a operar des de bases a Etiòpia.
Finalment el 1997 Etiòpia va donar suport a l'oposició àfar i es va establir un Comitè de Coordinació dirigit per A. Osman Maer i el 17 d'octubre de 1998 la conferència d'Abala declarava oficialment l'establiment de l'Organització Democràtica Àfar de la Mar Roja (RSADO) que reclamava el dret a l'autodeterminació i la secessió. El president de la regió de Tigre, Gebru Asserat, estava present a la conferència. A la segona conferència d'Abala el gener de 1999 nombrosos joves àfars que estudiaven per a funcionaris a Addis Abeba, es van unir a l'organització entre els quals Ibrahim Harun que fou elegit vicepresident; a la mort del president Said Ali el va succeir.
Fins al 2000 la branca militar va fer diversos atacs a Dankàlia però després de la pau d'Alger entre Eritrea i Etiòpia, el suport a la RSADO va disminuir, i fins i tot va quedar congelada per un temps. El 2001 la divisió entre els radicals i els moderats del Front Popular d'Alliberament de Tigre va suposar l'expulsió dels primers del partit i del govern en favor dels partidaris del més moderat Meles Zenawi; els radicals eren el principal suport de la RSADO. El 2003 la RSADO es va incorporar a l'Aliança Nacional Eritrea que va reconèixer el dret d'autodeterminació de les vuit ètnies d'Eritrea. Etiòpia li va concedir unes hores d'emissió per ràdio. El 2006 va ser un dels fundadors de l'Aliança Democràtica Eritrea. La Lliga de la Joventut de l'organització fou fundada el 25 de setembre de 2011